# Tony Haygarth
Anthony „Tony“ Haygarth (* 4. Februar 1945 in Liverpool; † 10. März 2017 in Royal Tunbridge Wells) war ein britischer Schauspieler und Dramatiker.

## Leben
Im Alter von 18 Jahren arbeitete Haygarth als Rettungsschwimmer in Torquay. Er versuchte sich erfolglos als Entfesselungskünstler, arbeitete als Krankenpfleger in der Psychiatrie und betätigte sich als Schauspieler bei verschiedenen Amateurtheatern. Er wurde dann professioneller Theaterschauspieler und trat häufig in sog. Repertory-Theaterproduktionen auf. Theaterengagements hatte er später bei der Royal Shakespeare Company und am National Theatre. 1980 spielte er am Cottesloe Theatre in London in dem Mysterienspiel The Nativity und in The Long Voyage Home nach Motiven der Theaterstücke The Moon of the Caribbees, Bound East For Cardiff, In The Zone und The Long Voyage Home von Eugene O’Neill. 1981 trat er am National Theatre in Hexenjagd auf. 1983 war er wiederum am Cottesloe Theatre engagiert, in William Shakespeares Komödie Ein Sommernachtstraum. 1983 spielte er dort auch die Rolle des James Lingk in der Uraufführung des Theaterstücks Glengarry Glen Ross von David Mamet; 1986 spielte Haygarth diese Rolle dann auch am Mermaid Theatre in London. 1984 trat er am Lyttelton Theatre in London und am Grand Theatre in Wolverhampton in der Komödie She Stoops to Conquer von Oliver Goldsmith auf. 1988 trat er wiederum am National Olivier Theatre als Caliban in Shakespeares Spätwerk Der Sturm auf. Hierfür wurde er 1988 mit dem Laurence Olivier Theatre Award in der Kategorie Outstanding Performance of the Year in a Supporting Role ausgezeichnet. 1988 trat er am Cottesloe Theatre in London als Pisanio in Cymbeline auf.
1992 spielte er bei der English Shakespeare Company (ESC) am Royalty Theatre in London den Trinculo in Der Sturm. Bei der ESC spielte er auch die Titelrollen in Der Kaufmann von Venedig und Macbeth. 1995 spielte er am Royal Court Theatre die Rolle des Buchmachers Simms in dem Theaterstück Simpatico von Sam Shepard. Hierfür erhielt Haygarth den Clarence Derwent Award. 1996 spielte er am Comedy Theatre in London und am Old Vic Theatre in Bristol den Geschworenen Nr. 3 in dem Theaterstück Die zwölf Geschworenen von Reginald Rose, in einer Inszenierung von Harold Pinter, wofür er ebenfalls eine Nominierung für den Laurence Olivier Theatre Award erhielt. Von Mai bis August 2008 spielte er den Müllkutscher Alfred P. Doolittle in einer Produktion von Pygmalion am Old Vic Theatre in London. 2010 übernahm er am Vaudeville Theatre in London den Mr. Boo in dem Musical The Rise and Fall of Little Voice von Jim Cartwright. Im Mai 2010 spielte Haygarth am Clwyd Theatr in Cymru die Rolle des Ken in dem Theaterstück A Small Family Business von Alan Ayckbourn.
Haygarth verfasste auch eigene Theaterstücke. Sein Bühnenerstling The Lie beschäftigt sich mit den Umständen des Todes von Shakespeares Rivalen Christopher Marlowe. Haygarth beschäftigte sich publizistisch auch mit Shakespeares Dark Lady, der angebeteten Dame aus Shakespeares Sonetten, deren Identität bis heute ungeklärt ist. Haygarth analysierte ein Bildnis des Porträtmalers Nicholas Hilliard, Mistress Holland, und zog daraus den Schluss, dass es sich in der Tat um die Dichterin Emilia Lanier handeln müsse, eine mögliche Kandidatin für die Identität der Dark Lady. In seinem eigenen Theaterstück Dark Meaning Mouse behandelte Haygarth das Verhältnis von Shakespeare, Emilia und dem Astrologen Simon Forman.
Seit Anfang der 1970er Jahre arbeitete Haygarth auch für den Film und das Fernsehen. Seine erste Filmrolle hatte er 1971 in der britischen Filmkomödie Percy – Der Spatz in der Hand, eine Farce über eine Penistransplatation. Danach spielte Haygarth Rollen in Filmen unterschiedlichster Filmgenres: in Kriminalfilmen, Historiendramen, Horrorfilmen und Situationskomödien. Meist wurde er als Darsteller solider, verlässlicher Charaktere besetzt, die mit beiden Beine auf der Erde stehen. Haygarth wirkte auch in zahlreichen britischen Fernsehserien mit.
Haygarth war verheiratet und Vater von zwei Töchtern.

## Filmografie (Auswahl)
- 1971: Percy – Der Spatz in der Hand (Percy)
- 1971: Die Satansbrut (Unman, Wittering and Zigo)
- 1972: Kein Pardon für Schutzengel (The Protectors; Fernsehserie, 1 Folge)
- 1976: Ich, Claudius, Kaiser und Gott (I, Claudius; Fernsehserie, 2 Folgen)
- 1977–1981: Rosie (Fernsehserie)
- 1978: Holocaust – Die Geschichte der Familie Weiss
- 1979: Dracula
- 1979: Der menschliche Faktor (The Human Factor)
- 1982: Ivanhoe (Fernsehfilm)
- 1984: Magere Zeiten – Der Film mit dem Schwein (A Private Function)
- 1985: Die Braut (The Bride)
- 1986: Clockwise – Recht so, Mr. Stimpson (Clockwise)
- 1987: A Month in the Country
- 1988: The Dressmaker
- 1988: Jim Bergerac ermittelt (Bergerac; Fernsehserie, 1 Folge)
- 1989: Wahn des Herzens (Tree of Hands)
- 1989–2004: The Bill (Fernsehserie, 6 Folgen)
- 1991: London schafft alle (London Kills Me)
- 1993: Der Prozeß (The Trial)
- 1994, 1997: Die Scharfschützen (Sharpe, Fernsehserie, 2 Folgen)
- 1994, 2006: Casualty (Fernsehserie, 2 Folgen)
- 1996: Inspektor Morse, Mordkommission Oxford (Inspector Morse, Fernsehserie, 1 Folge)
- 1997: Amy Foster – Im Meer der Gefühle (Swept from the Sea)
- 1999: Inspector Barnaby: Ein Männlein stirbt im Walde (Midsomer Murders, Fernsehserie, Folge  Destroying Angel)
- 2004–2008: Doctors (Fernsehserie, 3 Folgen)
- 2004: Fakers
- 2005: Die Liebe der Fancy Day (Under the Greenwood Tree)
- 2005: Inspector Lynley (The Inspector Lynley Mysteries, Fernsehserie, 1 Folge)
- 2006: Dalziel und Pascoe (Fernsehserie)
- 2007: Wildes Herz Afrika (Wild at Heart)
- 2007: Inspector Barnaby: Ein Sarg aus China (King’s Crystal)
- 2008–2009: Emmerdale (Fernsehserie, 42 Folgen)
- 2009: Gracie! (Fernsehfilm)
- 2011: New Tricks – Die Krimispezialisten (New Tricks, Fernsehserie, 1 Folge)
- 2012: Inspector Barnaby: Die Vögel (A Rare Bird)
- 2012: George Gently – Der Unbestechliche (Inspector George Gently, Fernsehserie, 1 Folge)